# イスラエルによるアパルトヘイト

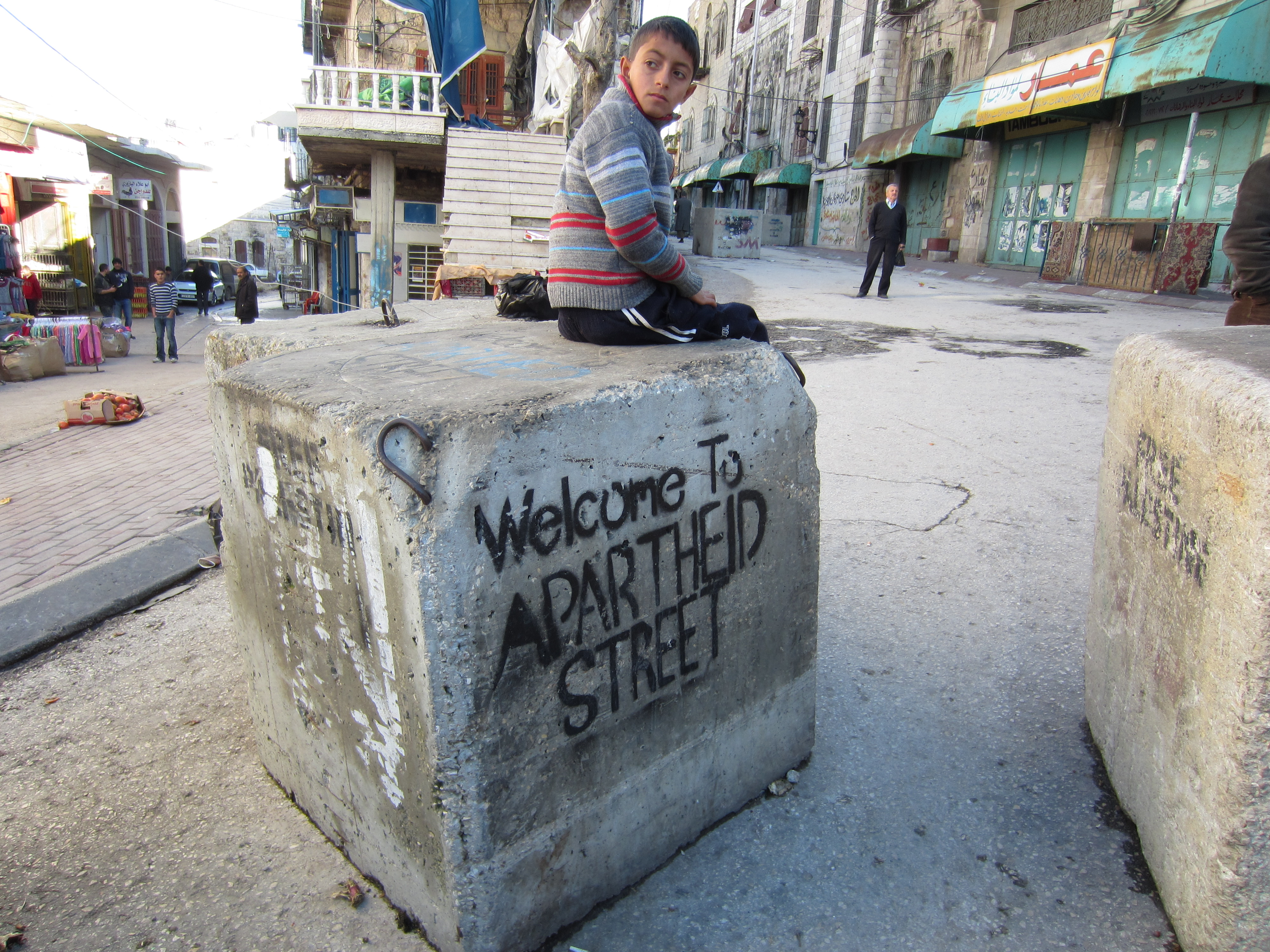
イスラエルに占領されたパレスチナ自治区ヨルダン川西岸の都市ヘブロン/アル＝ハリールで、「アパルトヘイト通り」として知られるアッ＝シュハダ通りの通行止め用ブロックに座るパレスチナ人少年

イスラエルによるアパルトヘイトは、ヨルダン川西岸地区の大部分を実効支配するイスラエルが、パレスチナ人を支配下に置く全地域で実施してきた隔離、没収、排除など、アパルトヘイトの定義を満たす、あるいはアパルトヘイトの指摘がある施策を指す。
国際連合や各国政府、国際人権団体などにより、占領地のパレスチナ人に対する人権侵害は、アパルトヘイトとして人道に対する罪に相当すると認定されている。一方、イスラエルと欧米の同盟国の一部はこの非難に反発しており、イスラエル外務省はアパルトヘイト認定を「虚偽で偏向した反ユダヤ主義」と主張した。

## 施策内容
分離政策は、ハフラダ（ヘブライ語:הפרדה, 英語:Hafrada、直訳は「分離」）という名称で施行されている。

### 構造的差別
イスラエル国内に居住するパレスチナ市民は、イスラエル国籍を有するが多くの権利が制限されており、「二級市民」の立場に置かれている。

西岸地区とガザ地区では、パレスチナ人は市民権を持たず、ほとんどの人が無国籍とみられ、領域内で暮らし働くにはイスラエル軍が発行するIDカードを必要とする。東エルサレムのパレスチナ人は市民権の代わりに永住権を得たが、永住権とは名ばかりで、1967年以降1万4千を超えるパレスチナ人が、内務省の裁量で居住権を剥奪され、強制的に市外に移送されてきた。

### 分離壁
2002年に建設が始まりパレスチナ自治区ヨルダン川西岸とイスラエルの境界に建つ壁は、「アパルトヘイト・ウォール」とも呼ばれ、パレスチナの市民が日々直面する屈辱と困難の象徴となった。この壁はテロ抑制を理由に建てられたが、グリーンラインを無視したユダヤ人入植地の既成事実化や、パレスチナ人の生活の分断などから不当であるとして、国連総会での非難決議可決や国際司法裁判所による違法認定勧告がなされてきた。

### 土地没収と入植
イスラエルによる人種隔離政策の最大の柱は、パレスチナ人の不動産の没収と強制移住となっている。イスラエルは建国以来、大規模にパレスチナ人の土地を没収し、何十万ものパレスチナ人の住居や建物を取り崩してきた。さらに、土地へのアクセスを制限することで、強制移住もさせてきた。人種差別的な土地の接収、あるいは土地の割り当て、開発計画、区画整理に関する数々の差別的法律により、イスラエルの国有地の80%は、事実上パレスチナ人が借りることができない。ベンヤミン・ネタニヤフ首相は、パレスチナ人による独立国家設立の大望をイスラエルは「打ち砕く必要がある」と述べ、入植を推し進めようとしている。

### 不公平な刑法
イスラエルは、占領地においてイスラエル国防軍軍律を施行している。これは被占領民（パレスチナ人）のみに適用され、イスラエル人入植者は特別法を用いて一部の条項を除き、イスラエル国内法が適用されている（イスラエル人入植者の法制度詳細は、ユダヤ・サマリア入植地規制法、ヨルダン川西岸地区入植地におけるイスラエル法を参照）。
2007年、国連人種差別撤廃委員会は、占領地ではパレスチナ人とイスラエル人入植者は異なる刑法が適用されるため、同じ犯罪でもイスラエル人よりもパレスチナ人の方が拘束時間が長く、厳しい処罰を受けると報告した。さらに、アムネスティ・インターナショナルの報告によると、ヨルダン川西岸地区では、不法な殺害を含むパレスチナ人に対する虐待を行ったイスラエル人入植者や兵士は処罰の「免罪符」を享受しており、訴追されることはほとんどないが、イスラエル治安部隊に拘束されたパレスチナ人は、長期にわたって投獄されることがあり、彼らが拷問やその他の不当な扱いを受けたとの報告も、本格的に調査されることはない。

### 水資源の利用制限
ヨルダン川西岸地区では、イスラエル政府がこの地域の主要な帯水層からパレスチナの水資源を奪い続けている。軍律の命令92号・命令158号・命令291号によって、イスラエル国防軍が水利権を独占し、占領以前のあらゆる水利・土地契約を無効として、雨水を含むあらゆる水資源の利用を采配できる仕組みになっている。
1995年のオスロ合意Ⅱで、イスラエルはパレスチナの水利権を認め、水資源を共同管理するために共同水利委員会が組織された。イスラエルはパレスチナ自治区に年間950万㎥を給水し、パレスチナ自治区は1920万㎥の水を東部帯水層から自給するものとされた。しかし、ヨルダン川表層水の水利権はパレスチナには全く認められず、共同水利委員会はイスラエルの利害を優先することが多かった。また、オスロ合意Ⅱでイスラエル国防軍の完全支配が継続された「C地区_(ヨルダン川西岸)」では、IDF及びイスラエル民政局の水利権は手つかずで、共同水利委員会にIDF・民政局の決定を翻す権力は無かった。C地区はヨルダン川西岸地区の6割以上を占めており、実質的に水利の共同管理は機能していない。
イスラエルの主要な水道会社であるメコロットは、イスラエル人入植者に優先的に給水し、パレスチナの村や町に法外な金額で売っている。水道管を敷くのも、井戸を掘るのも支配するイスラエルの許可が必要であり、雨水に頼るしかない住民もいる。その雨水も、イスラエル国防軍が水利権を根拠に貯水槽を破壊することがしばしばである。壁で閉鎖されているガザ地区ではより深刻で、ガザで供給される水の98%が飲用に適しておらず、ガザの病気の約4分の1は水質汚染が原因であるとされる。
2009年世界銀行は、イスラエルが占領地の地下にある帯水層から利用可能水量の8割以上を奪い、イスラエル領内および入植地で消費し、これがパレスチナ人にとって「真の水不足」を生み出していると報告した。2012年1月、仏国民議会の外務委員会は、ヨルダン川西岸地区におけるイスラエルの水政策について、「新たなアパルトヘイトに奉仕する武器」と評する報告書を発表した。報告書は、45万人のイスラエル入植者が「国際法に反して」230万人のパレスチナ人よりも多くの水を使用していること、パレスチナ人が地下帯水層を使用することは許可されていないこと、イスラエルが意図的に井戸、貯水池、浄水場を破壊していることを指摘した。イスラエル政府や同国のシンクタンクは、「悪意のあるプロパガンダ」で、イスラエルが700以上のパレスチナの村に水道インフラを提供しているなどと反発した。しかし、国際連合人道問題調整事務所(OCHA)のデータでも、イスラエルが一日一人当たり約240リットルの水を使用できるのに対して、西岸地区のパレスチナ人は73リットルしか使用できないとされ、これはWHOの必要最低基準をも下回る事態となっている。

### 移動制限
ヨルダン川西岸の非併合地域に住むパレスチナ人は、イスラエル国籍もイスラエルでの投票権も持たないが、イスラエル政府による移動制限の対象になっている。イスラエルは、自爆テロや過激派の自由な移動を防ぐためとして、ヨルダン川西岸に道路や検問所を設けている。この制限は1990年に導入され、第2次インティファーダが起きると、2002年4月、イスラエルはWBGSを8つの主要地域に分割し、その外のパレスチナ人は許可なしに居住できないと宣言した。また、パレスチナ人が利用できない道路やバスも設定されている。
国際司法裁判所は、占領地のパレスチナ人の基本的人権は市民的及び政治的権利に関する国際規約によって保障されており、イスラエルが安全保障を理由にそれを否定することはできないと表明した。また、人権団体や学者・政治家などは、これが南アフリカのアパルトヘイトと類似しているか、それ以上のものだと主張した。

### 食糧問題
ガザはイスラエルによる経済封鎖下にあり、イスラエルはガザに食糧を供給しているが、イスラエル当局が「民間人の生存に不可欠」と判断した分しか渡していない。また、ガザ全域の境界地帯に設けられた軍事封鎖ゾーンによって、耕作地の多くを失った。パレスチナ人はこの仕組みの人質になっている。

## 各国・国際機関の反応
この問題は、学者や弁護士、国連の調査官、人権団体、イスラエルの著名な政治家や文化人などの多くの人々により議論されている。イスラエルや欧米の多くの政府や学者は、この問題への非難を拒否したり、「アパルトヘイト」という言葉の使用に異議を唱えている。欧州委員会は、「イスラエル国家に関連して」この言葉を使うのは「適切ではない」と考えている。その理由として、南アフリカ共和国のアパルトヘイトとは比較にならず、イスラエルの政策は主に安全保障上の配慮によるものであり、それに対する非難は事実的にも道徳的にも不正確で、イスラエルを委縮させることを意図していると主張する者もいる。一方、非難を支持する人々は、特定の法律が信条や人種によって明示的または暗黙的に差別しており、事実上ユダヤ系市民を優遇し、非ユダヤ系市民、特にアラブ系市民を不利にしていると主張する。

### パレスチナ
2021年6月8日、パレスチナ解放機構(PLO)は『アパルトヘイト：イスラエルのパレスチナ植民地占領の現実』と題する報告書を発表した。

### イスラエル
イスラエル政府は、問題を全面的に否定している。2022年にアムネスティ・インターナショナルが「アパルトヘイト」であるという報告書を発表した際、イスラエルの外務省報道官は発表前に開いたオンライン記者会見で、アムネスティが「ユダヤ人の故国としてのイスラエルの存在を否定する目的で」二重基準を用いていると非難。外務省は別の声明で「これこそまさに、現代の反ユダヤ主義の構成要素」と位置付けた。野党党首のマンスール・アッバースも「アパルトヘイト国家」であることを否定している。
イスラエルのシンクタンクで会長を務めるマンフレッド・ゲルステンフェルドは、ヘブライ大学名誉教授のギデオン・シモニが2007年のインタビューで語ったことを引用し、パレスチナ少数民族に対する政策が差別的であると言われている近隣のアラブ諸国ではなく、イスラエルに適用された場合、この例えは中傷的であり、二重基準を反映していると述べた。また、イスラエルとパレスチナの紛争は「分離したナショナリズム」を反映していると述べた。
イスラエルの人権団体ベツェレムは、2002年に調査の結論として、「イスラエルは、同じ地域に2つの異なる法体系を適用し、個人の権利を国籍に基づいて決定するという、差別に基づく分離体制を占領地域に作り上げた。このような体制は世界で唯一であり、南アフリカのアパルトヘイト体制のような過去の不愉快な体制を彷彿とさせる。」と表明した。しかしこの時点では、アパルトヘイトとの断定はしなかった。
2021年1月12日、ベツェレムは、イスラエルの諸政策はもはやアパルトヘイトの条件を満たしたとして、「This is Apartheid」と声明を出した。大きな理由として、2018年のユダヤ人国家法制定と、2020年にネタニヤフ政権がヨルダン川西岸地区の一部併合を米国と協議を始めたことを指摘した。10月、イスラエルはベツェレムをはじめとする5つの人権団体を「テロ組織」であると宣言した。また、パレスチナの人権団体6つも「テロ組織」認定している。
この他にも、過去には現職首相のイツハク・ラビンやエフード・オルメルトが、アパルトヘイト化への危機を表明してきた。また、元司法長官や元大使などもアパルトヘイト化していることを認める発言をしている。2023年3月には、イスラエルの法学者120人からなるグループが、ネタニヤフ政権の方針について、「イスラエルがアパルトヘイトを実践しているという主張を正当化する」と声明を出した。

### 米国
1975年、「シオニズムは人種差別であり人種差別の一形態である」という国際連合総会決議3379号に対し、当時のダニエル・パトリック・モイニハン国連大使は、シオニズムはアパルトヘイトとは異なり、人種差別イデオロギーではないとし、米国の強い反対を表明した。その根拠として、アパルトヘイトのような人種差別イデオロギーは、生物学的な差異を理由とする差別であるが、ユダヤ人は人種によらないと述べた。
ジミー・カーター元米大統領は、2006年に『カーター、パレスチナを語る――アパルトヘイトではなく平和を』を著した。彼が「アパルトヘイト」という言葉を使ったのは、イスラエル政府に対する人種差別という具体的な非難を避けるためであり、ガザとヨルダン川西岸地区の状況に慎重に限定したものだった。2007年のインタビューでは、「アパルトヘイトという言葉は、ヨルダン川西岸地区で起こっていることを的確に表現するものであり、パレスチナの土地に対する少数派のイスラエル人の欲望や欲望に基づいている。」と語った。
2009年の議会では、国連人権理事会の委託調査の、ガザ紛争においてイスラエルとハマースの双方に人権侵害があったとする調査結果に対する非難決議が可決された。当時のバラク・オバマ米大統領は入植凍結を呼びかけ、これに対しネタニヤフは、ヨルダン川西岸では新しい入植地の建設を当面凍結するが、入植者の「自然増」による拡大は今後も続け、東エルサレムについては入植地建設を続けると主張した。これについて、ヒラリー・クリントンは「前例のない譲歩」をしたと絶賛した。オバマは、任期終盤の2016年に、イスラエルによる入植活動を非難する国連安全保障理事会の決議で、拒否権行使ではなく棄権を選ぶ異例の行動をした。
2020年に第1次トランプ政権が誕生すると、一気にイスラエル側に傾き、米大使館のエルサレム移転や、イスラエル優位の和平案を提示した。
2021年のイスラエル・パレスチナ危機を受け、ユダヤ人選挙民研究所が依頼した世論調査では、「イスラエルのパレスチナ人に対する扱いは、アメリカにおける人種差別と同様である」という意見に34％が同意し、「イスラエルはアパルトヘイト国家である」という意見に25％が同意し、「イスラエルはパレスチナ人に対してジェノサイドを行っている」という意見に22％が同意した。この割合は若い有権者ほど高く、そのうちの3分の1以上が「イスラエルはアパルトヘイト国家である」に同意した。
2022年7月のインタビューで、ジョー・バイデン米大統領は、「イスラエルはアパルトヘイト国家であり、無条件援助の打ち切りを求める民主党内の声」に対し、「何人かはいるが、私は彼らが間違っていると思う。イスラエルは民主主義国家であり、同盟国だ。」と述べた。
2023年7月、米下院は412対9で決議案を可決し、「イスラエルは人種差別国家でもアパルトヘイト国家でもなく、議会はあらゆる形態の反ユダヤ主義と排外主義を拒否し、米国は常にイスラエルの揺るぎないパートナーであり支援者である」と宣言した。

### 欧州
2008年、中東問題を協議していた国連安全保障理事会において、リビア代表がイスラエルのパレスチナ自治区ガザ地区封鎖を強制収容所にたとえて非難すると、フランスなど西欧諸国の代表は退席した。ガザ地区封鎖の停止を求める声明を数回にわたって採択もされなかった。
2021年には仏外相のジャン＝イヴ・ル・ドリアンがアパルトヘイト危機を表した一方、22年にはエマニュエル・マクロン仏大統領の声明として、「アラブ国民が政府や議会に代表され、責任とリーダーシップの地位を占めている状態で、どうしてアパルトヘイトについて語る人がいるだろうか？」と述べられた。
カタルーニャ自治州議会は、2022年6月、「イスラエルはパレスチナ人に対するアパルトヘイトの罪を犯している」とする決議案を可決し、カタルーニャ自治州に対し、イスラエル政権へのいかなる支援も避け、人権団体の報告書の勧告の実施を支援するよう求めた。2023年2月8日、同州のバルセロナ市長は「パレスチナ人に対する『アパルトヘイト政策』を理由に」イスラエルの諸機関との関係を断ち、同市はもはやテルアビブとは姉妹関係にないと発表した。これに応じて、スペイン首都のマドリード市長は代わりに提携することを提案し、バルセロナの動きには「明らかな反ユダヤ主義的なニュアンス」があると批判した。
ドイツのオラフ・ショルツ首相は2022年8月、パレスチナのマフムード・アッバース大統領との共同記者会見で、アッバース首相がイスラエルをアパルトヘイトに例えたことを否定し、「イスラエルの政治に関して、我々は異なる評価を持っている。『アパルトヘイト』という言葉は使わないし、この状況を表現するのにこの言葉を使うのは正しいとは思わない」と発言した。
2023年1月13日、EU議会の質問に対しEUのジョセップ・ボレル外務・安全保障政策上級代表は、「欧州委員会は名誉ある議員の言及した報告書を承知しており、それらに十分な注意を払っている。いずれにせよ、欧州委員会は、イスラエル国家に関連してアパルトヘイトという用語を使用することは適切ではないと考えている」と回答した。これに対し、イスラエルの12の人権団体は、ボレルの発言を非難する声明を発表した。

### 南アフリカ共和国
南アフリカ共和国における反アパルトヘイト活動でノーベル平和賞を受賞したデズモンド・ツツは、南アフリカとパレスチナの類似点、そして南アフリカのアパルトヘイトを終わらせた国際的圧力の重要性についてコメントした。彼は、イスラエルが「国境内と占領を通じてアパルトヘイトの現実を作り出した」とし、イスラエルが「永久にアパルトヘイト国家」でありたくないなら、一国解決か二国解決のいずれかによって占領を終わらせることだと述べた。南アフリカの他の著名な反アパルトヘイト活動家たちも、アパルトヘイトとの比較を用いてヨルダン川西岸の占領、特に分離壁の建設を批判している。
同じくノーベル平和賞受賞者のフレデリック・デクラーク元大統領は、「イスラエルには完全な政治的権利を持つパレスチナ人が住んでいる。彼らに対する差別的な法律、つまり特定のビーチで泳がせないとか、そういうことはない。イスラエルをアパルトヘイト国家と呼ぶのは不当だと思う。」と主張した。
2008年、アフリカ民族会議(ANC)の退役軍人の代表団がイスラエルと占領地を訪問し、ある面ではアパルトヘイトよりもひどいと述べた。

### 国際連合・国連機関
2024年7月19日、国際司法裁判所は東エルサレムを含む占領下のパレスチナ領域におけるイスラエルの政策と実行から生じる法的帰結の勧告的意見として、第三次中東戦争以降のイスラエルの占領を全て無効とし、占領下のパレスチナにおいて人種差別撤廃条約第3条（人種隔離およびアパルトヘイトの禁止）に違反していると結論付けた。ただし、ナワーフ・サラーム裁判長は"demonstrating that they are tantamount to the crime of apartheid."（それらがアパルトヘイト犯罪に等しい（tantamount）ことを証明している）と述べ、アパルトヘイトそのものとは異なるという示唆も行った。

### その他
イスラエルやイスラエル占領地の状況を「アパルトヘイト」という言葉で表現した外国政府には、アフリカ連合、バーレーン、バングラデシュ、ボリビア、キューバ、イラン、イラク、レバノン、ニカラグア、北朝鮮、パキスタン、カタール、サウジアラビア、ベネズエラなどがある。